# Хорхе Кармона
Хорхе Кармона (ісп. Jorge Carmona, 10 травня 1958) — іспанський ватерполіст.
Учасник Олімпійських Ігор 1980, 1984 років.
Бронзовий призер Чемпіонату Європи з водного поло 1983 року.
Срібний призер Середземноморських ігор 1983 року, бронзовий призер 1979 року.